# Risalit

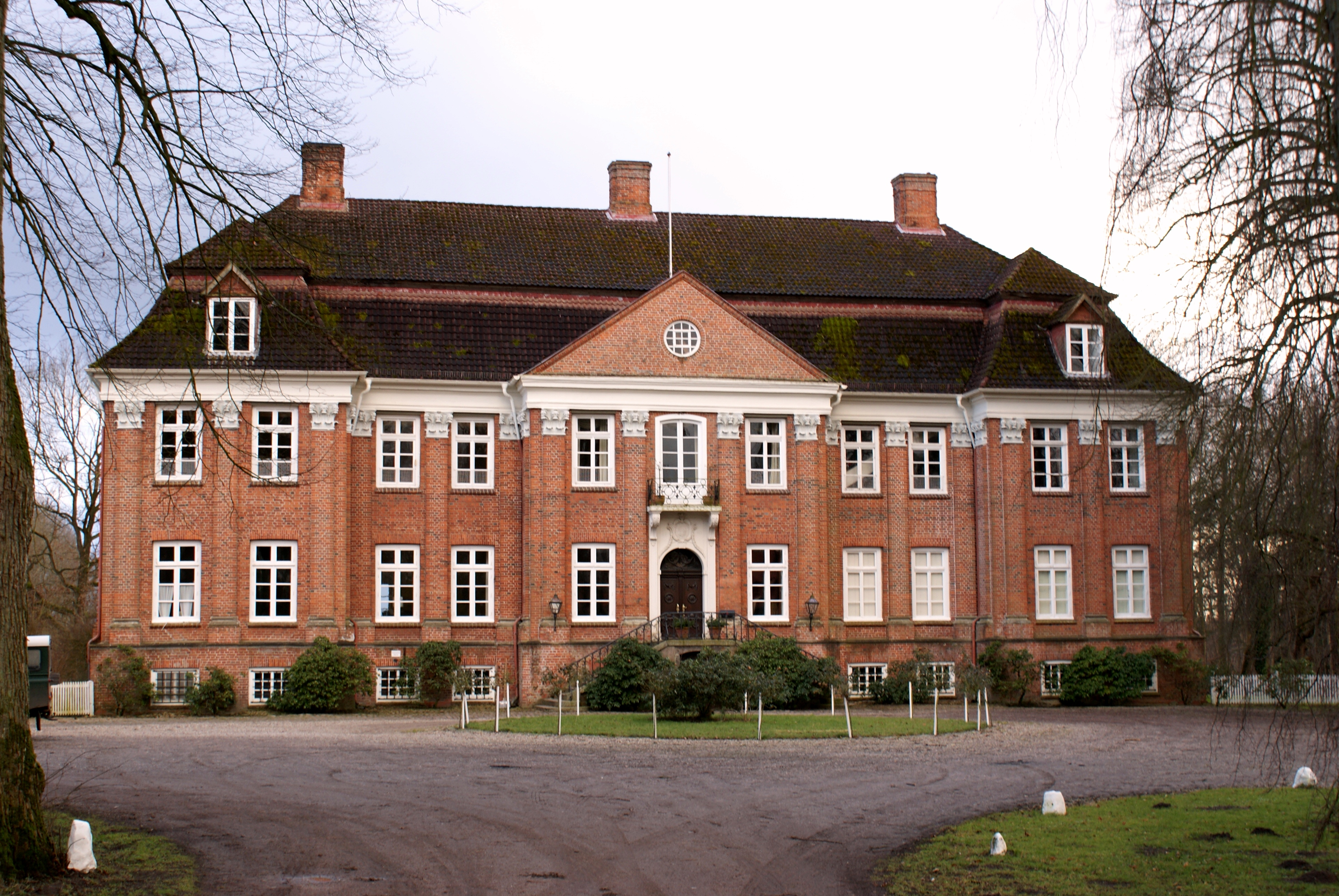
Barockes Herrenhaus mit einem durch ein Frontispiz bekrönten Mittelrisalit und zwei Eckrisaliten (Gut Pronstorf)

Der Risalit (aus italienisch risalto = „Vorsprung“ und saltare = „springen“), auch Avantcorps oder Avant-corps (von französisch avant corps „vor dem Körper“), ist in der historischen Architektur ein vor die Flucht des Hauptbaukörpers über alle Stockwerke hinweg vorspringender Bauteil, der auch höher sein kann und oft ein eigenes Dach hat.

## Funktion und Begriffsunterscheidungen
Risalite dienten in der historischen Architektur als Mittel zur Fassadengliederung, vor allem zur Verräumlichung der zumeist symmetrisch strukturierten Fassade durch das Vorziehen von Gebäudeteilen, ähnlich den weiter vortretenden Gebäudeflügeln oder dem Ausgliedern von Pavillons sowie dem Vorstellen eines Portikus mit Freisäulen. Risalite sind oft mit einem Giebel (auch Frontispiz, Frontspieß) ausgezeichnet.
Man unterscheidet je nach der Lage des Risalits am Gebäude einen Mittelrisalit, einen außermittig positionierten Seitenrisalit und einen außen liegenden Eckrisalit. Einen vom Hauptbaukörper stärker abgehobenen Eckrisalit mit besonderer Dachform nennt man auch Pavillon.

Drei Arten von Risaliten: links Mittelrisalit, Mitte zwei Seitenrisalite, rechts zwei Eckrisalite (Schemazeichnungen der Baukörper ohne Dächer)

Im Gegensatz zum vortretenden Risalit wird die „Rücklage“ der Fassadenfront als Arrierecorps (Arrière-corps, französisch arrière corps: „hinter dem Baukörper“) bezeichnet.

Beispiele zu den Begriffsunterscheidungen
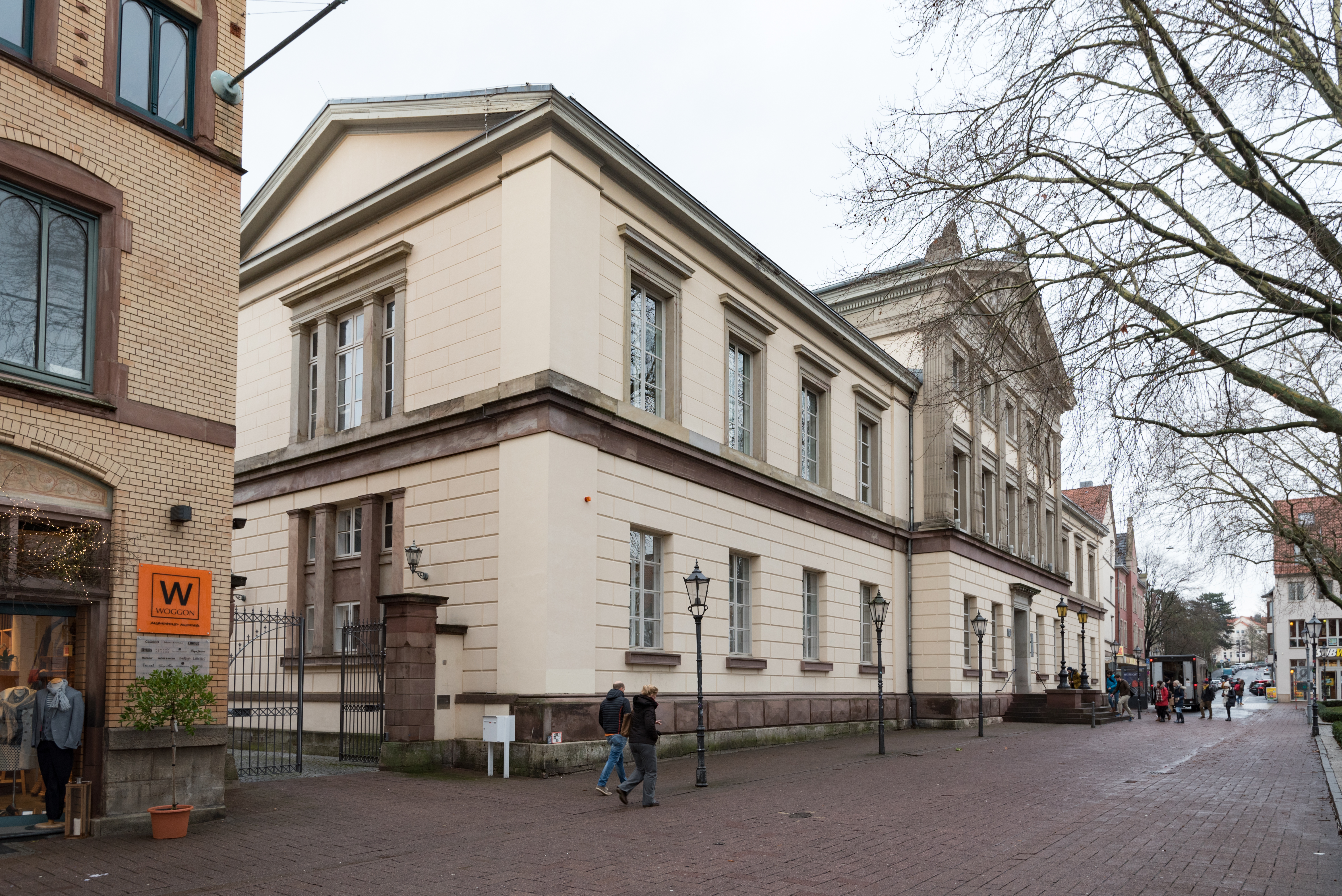
Klassizistisches Universitätsgebäude mit Mittelrisalit (Aula der Georg-August-Universität Göttingen)
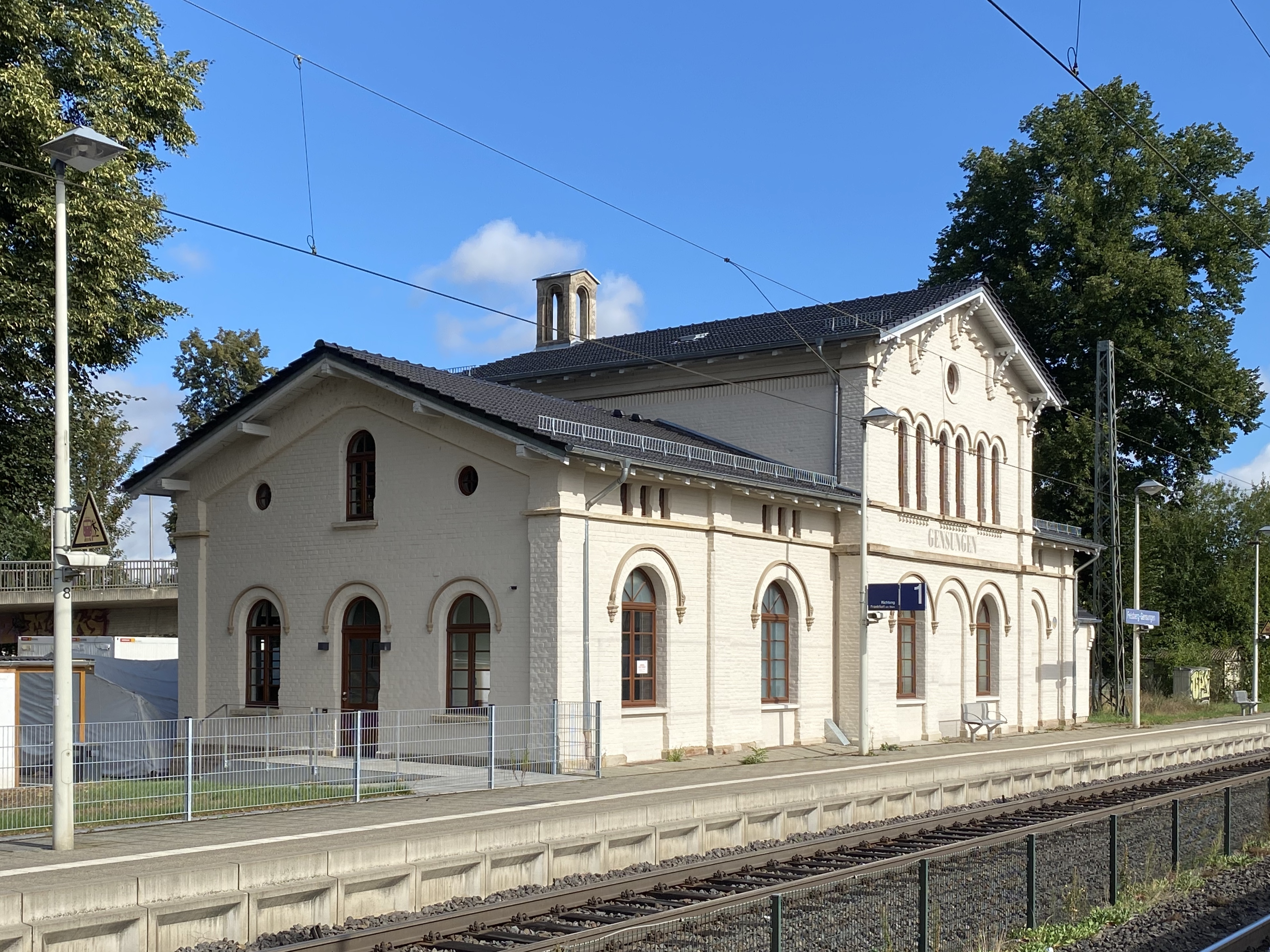
Empfangsgebäude im Rundbogenstil mit Mittelrisalit (Bahnhof Gensungen)
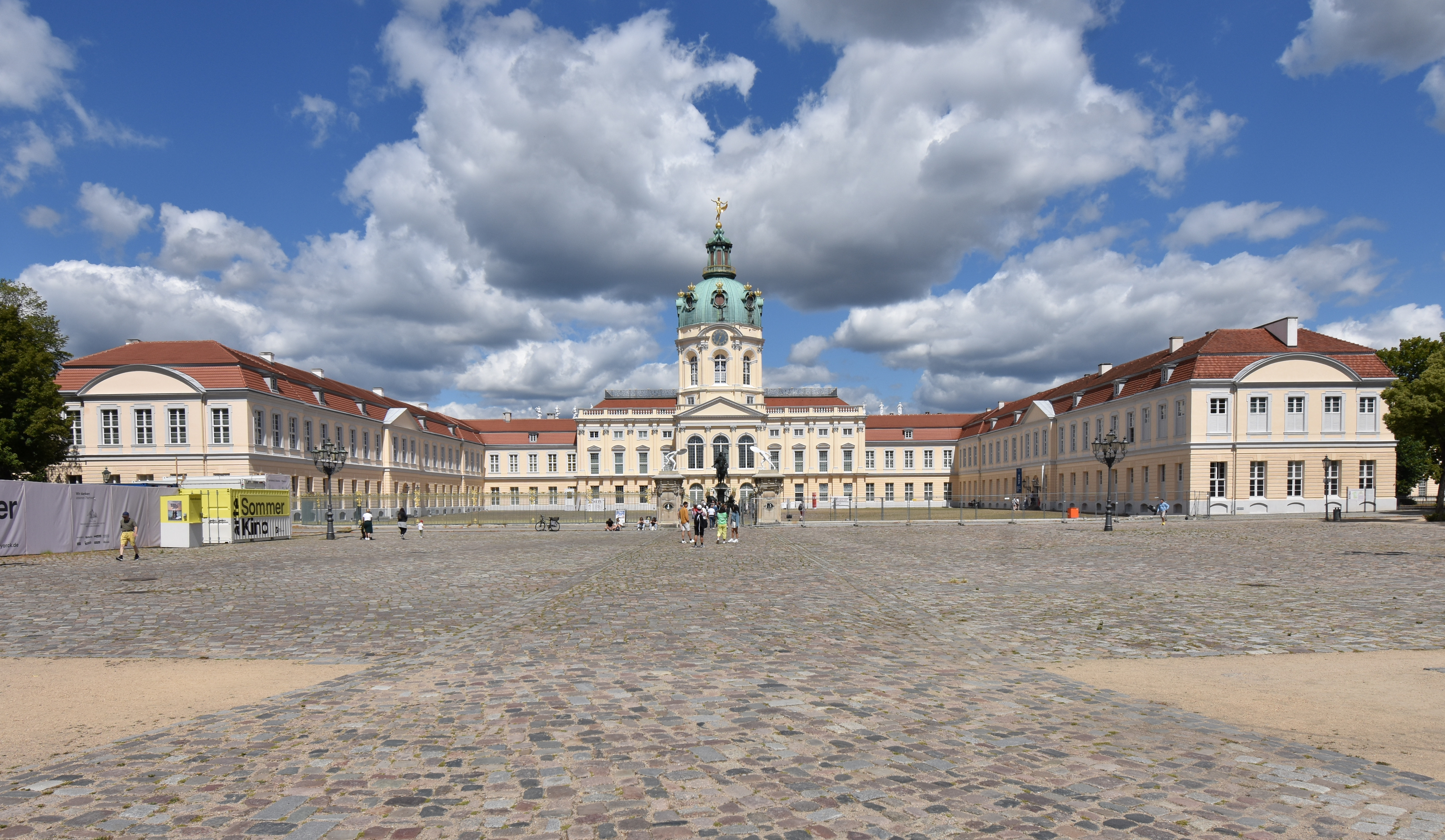
Dreiflügeliges Barockschloss mit fünf Mittelrisaliten (Schloss Charlottenburg)
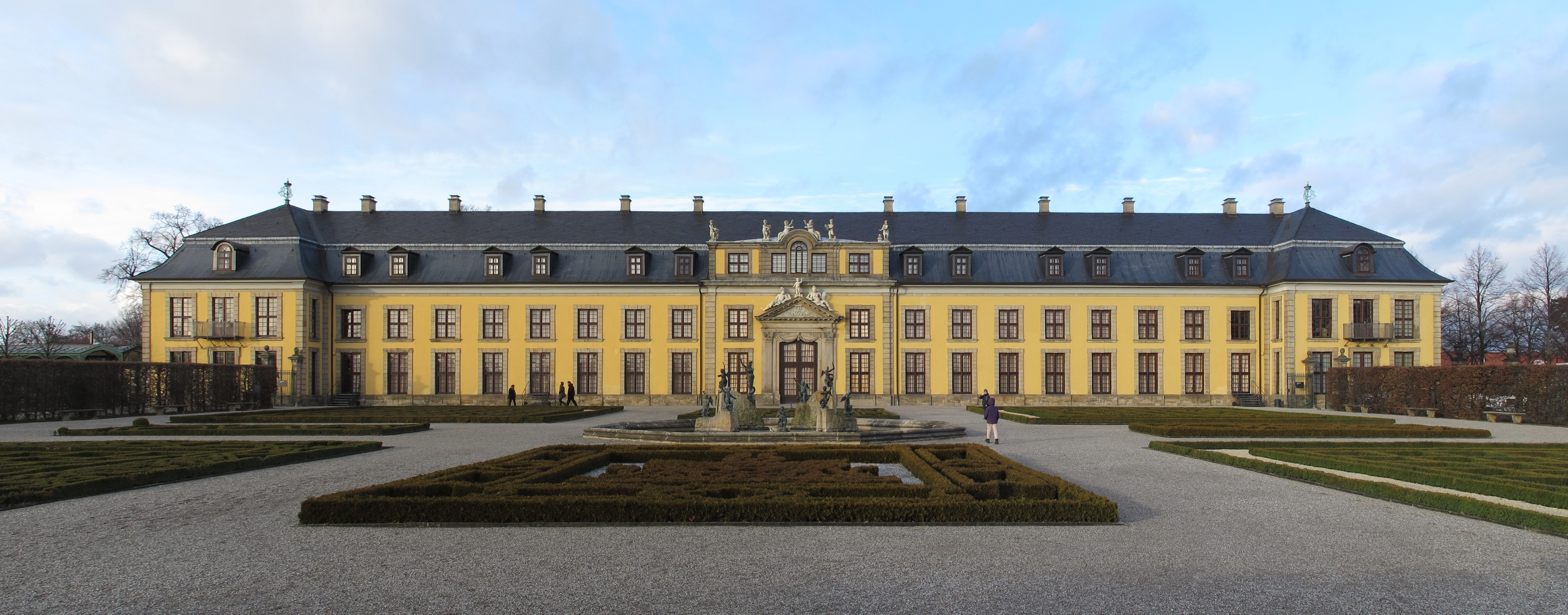
Barockes Galeriegebäude mit Mittelrisalit und Eckrisaliten (Galeriegebäude Herrenhausen)
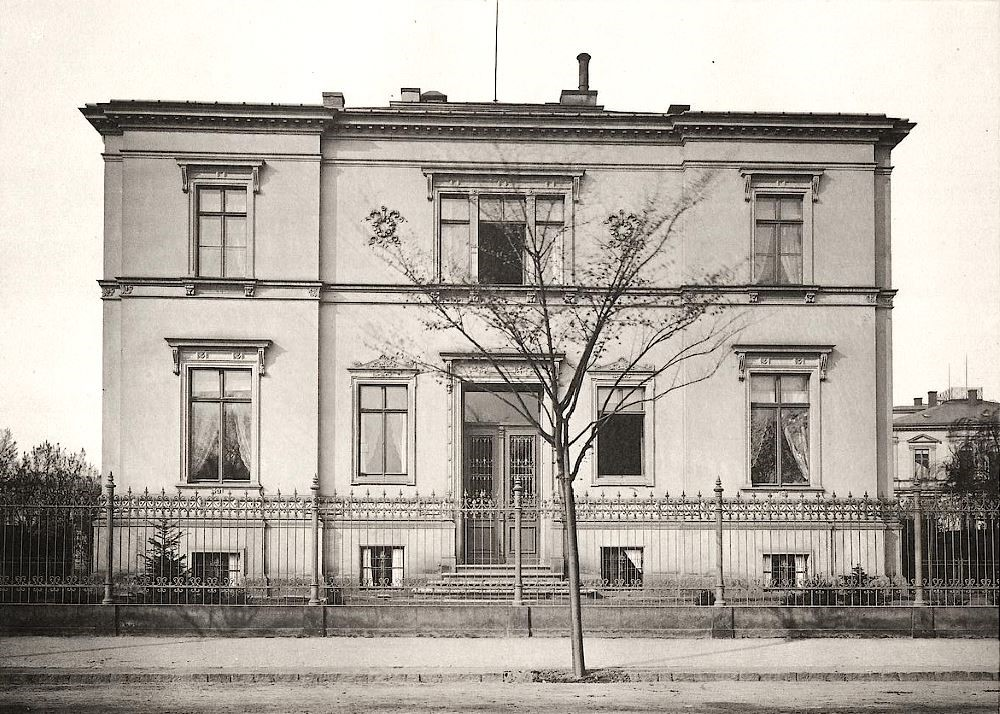
Klassizistische Villa mit Seitenrisaliten (Dresden, Parkstraße 3)
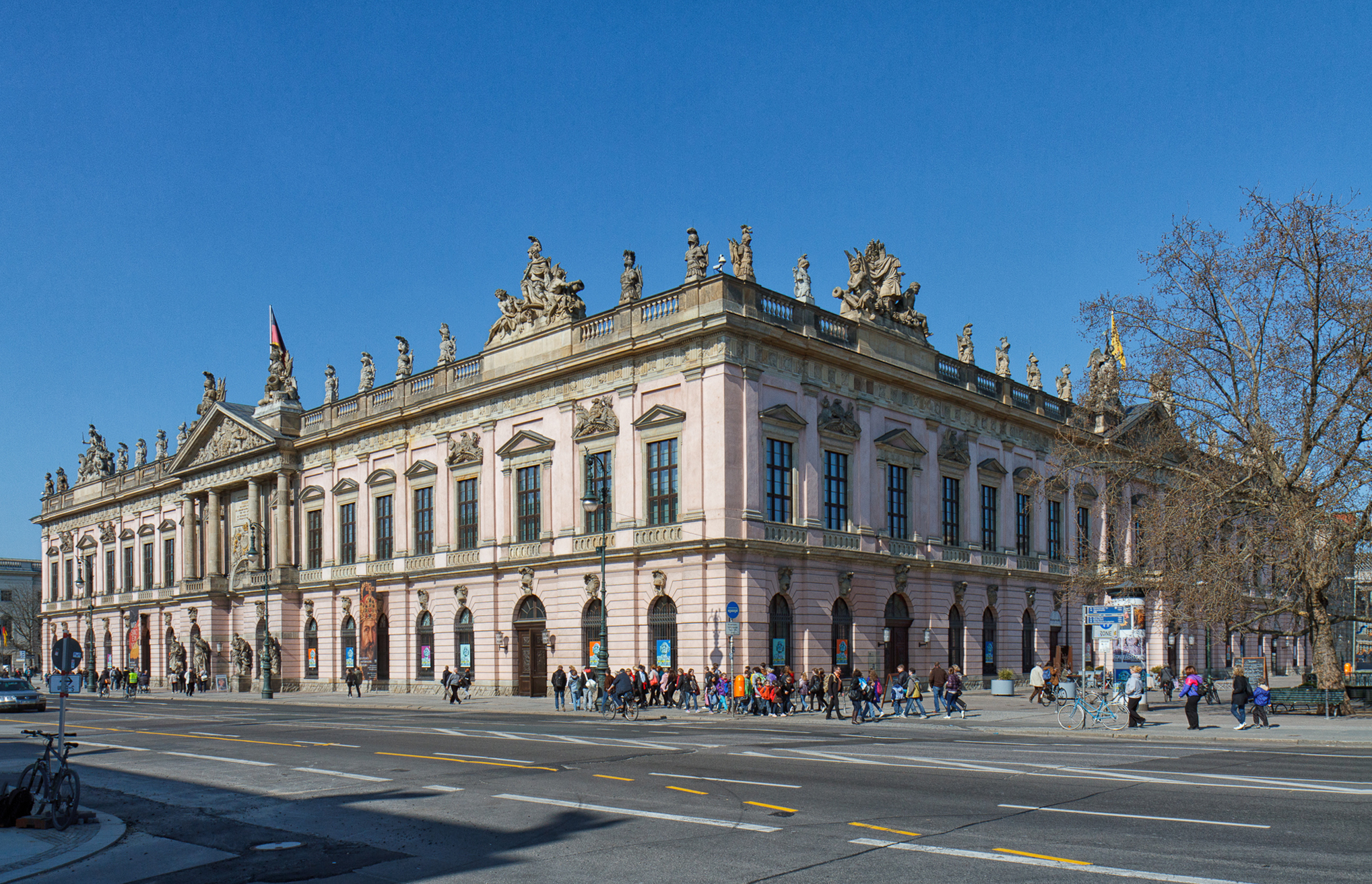
Barockes Zeughaus mit Mittelrisalit sowie mehreren schwach vortretenden Seitenrisaliten (Zeughaus Berlin)
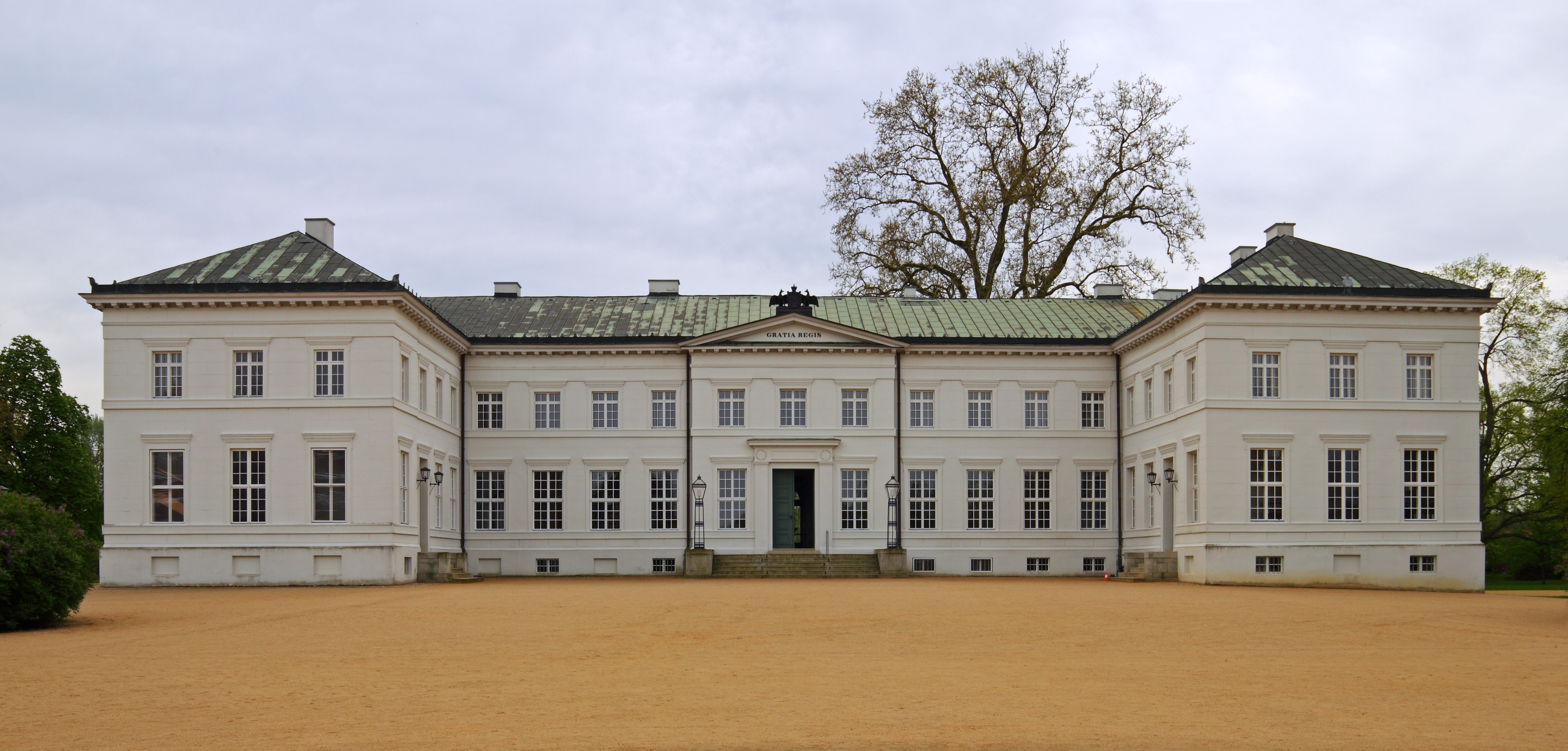
Klassizistisches Schloss mit Mittelrisalit und Seitenflügeln (Schloss Neuhardenberg)
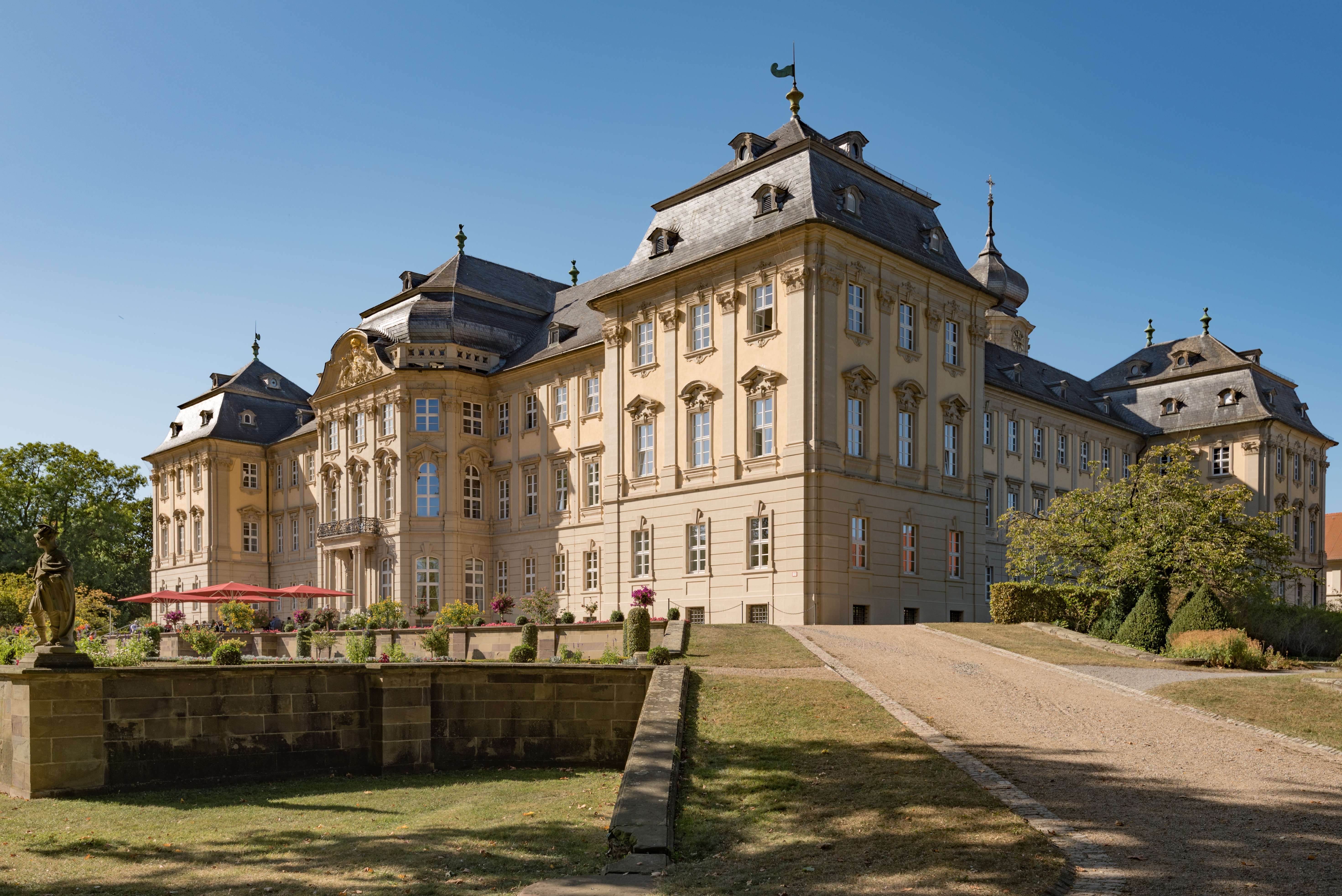
Barockschloss mit Mittelrisalit und Eckpavillons (Schloss Werneck)

## Geschichte
Risalite als Mittel zur Fassadengliederung sind in der mittelalterlichen Baukunst nur selten; ein Beispiel ist die um 1320/30 entstandene Nordfassade des Marburger Schlosses. Risalite sind ein vor allem in der Architektur der Renaissance und des Barock (sowie des entsprechenden Historismus) verbreitetes Gestaltungsmerkmal.

### Historische Beschreibungen
In Zedlers Grossem vollständigen Universal-Lexicon Aller Wissenschafften und Künste (Band 50, 1747) wird der Zweck von einem „Vorsprung (Riselita)“ als Fassadengliederung mit einem Gesims verglichen und so begründet: „Wie man denn einen dergleichen Vorsprung an den Häusern anzubringen pflegt. Denn weil unsere Augen einer Sache gar leicht überdrüßig werden; muß man auf allerhand Veränderungen und Zierrathen bedacht seyn. Damit nun also dergleichen Veränderungen desto besser in die Augen fallen, pfleget man diejenigen Theile des Hauses, wo sie am meisten angebracht sind, vor den andern etwas heraus zurücken.“
Krünitz’ Ökonomisch-technologischer Encyklopädie (Band 125, 1818) beschreibt unter dem Lemma „Risalio, Risalit“: „ein Theil eines Gebäudes, der durch alle Stockwerke durchgeht, etwas vor den übrigen Theilen des Gebäudes heraustritt, und gewöhnlich mit einem Fronton oder niedrigem italienischem Dache bedeckt wird.“

## Abgrenzung
Ein nicht durch alle Geschosse reichender vor die Fassade vorgezogener Baukörper heißt Vorbau (auch Erker, Auslucht, Söller). Weit vortretende Baukörper nennt man Flügel.